# Apokolipsz… most
Az Apokolipsz… most egy crossover történet a Marvel Comics és a DC Comics képregényeiben mely 1982-ben jelent meg az Egyesült Államokban. Írója Chris Claremont, rajzolója Walt Simonson volt. A történet Magyarországon a Superman és Batman és az X-Men lapjain jelent meg 1995-ben.

## Cselekmény
|  | Alább a cselekmény részletei következnek! |

## Magyarországi megjelenés
A történet Magyarországon a Superman és Batman és az X-Men lapjain jelent meg 1995 szeptembere és novembere között.
- 1. rész: Superman és Batman #20 (1995. szeptember)
- 2. rész: X-Men #27 (1995. október)
- 3. rész: Superman és Batman #21 (1995. november)